# Janez Novak (ime)
Janez Novak je v Sloveniji pogosto uporabljeno generično osebno ime, ki se uporablja, kadar zaradi različnih razlogov nočemo ali ne smemo uporabiti pravih imen.
Kombinacija imena in priimka Janez Novak se med moškimi v Sloveniji sicer pojavlja 151-krat, kar uvršča kombinacijo na četrto mesto po pogostnosti.